# Молде (футбольный клуб)
«Мо́лде» (норв. Molde Fotballklubb) — норвежский профессиональный футбольный клуб из одноимённого города, выступающий в Элитсерии. Образован 3 июня 1911 года. Домашним стадионом клуба является «Акер», вмещающий 11 800 зрителей.
Клуб является пятикратным победителем Элитсерии, впервые завоевав данный титул в 2011-м — в год столетия клуба. Помимо этого, «Молде» одиннадцатикратный серебряный призёр чемпионата Норвегии, шестикратный обладатель и трёхкратный финалист Кубка страны.

## История

### Ранние годы (1911–1963)
Футбольный клуб «Молде» был основан на базе одноименного спортивного клуба. 19 июня 1911 года Клаус Андерсен организовал встречу любителей футбола. В этот день в клуб записались 32 человека, а также были избраны первые члены правления во главе с председателем Д.Ф.Далем. На собрании 24 апреля 1912 года принято решение назвать клуб «Интернациональ». Несмотря на финансовые трудности и плохое состояние футбольного поля, интерес к клубу среди местного населения сохранялся. Однако газеты не популяризировали его. 5 августа 1912 клуб провел свой первый выездной матч с командой «Кристиансунн», завершившийся со счетом 2:2. Гостевая игра стала возможной благодаря сбору средств, так как самостоятельно организовать поездку для команды клуб был не в состоянии. 22 сентября состоялась повторная игра с «Кристиансунн» уже в Молде, организованная усилиями обеих сторон. В 1915 году название было изменено на «Molde Fotballklubb». В 1920 году футбольный клуб представил утвержденную форму, синяя с белыми манжетами. Также у клуба появился собственный бренд. В сезоне 1939/40 «Молде» впервые сыграл в высшем дивизионе, однако сезон не был доигран из-за немецкой оккупации. В первом послевоенном сезоне 1947/48 «Молде» покинул первую лигу.

### Прорыв (1964–1977)
«Молде» играл в низших лигах Норвегии, не считая сезона 1957/58 когда команде удалось выйти в высший дивизион. 2 августа 1964 года «Молде» в третьем раунде Кубка Норвегии выбил из турнира девятикратных чемпионов «Фредрикстад», одержав домашнюю победу со счетом 3:2. В 1970 году клуб вышел во вторую по значимости лигу страны и провел в ней три сезона, пока в 1973 году не перешел в высшую лигу, обыграв «Согндал» со счетом 5:1. В 1974 году «Молде» пополнил состав новыми игроками и провел успешный сезон, лидируя в таблице в первых девяти турах. Перед финальным матчем чемпионата «Молде» имел возможность завоевать чемпионский титул в случае победы над «Сарпсборгом». «Викинг», в свою очередь, должен был проиграть «Стрёмсгодсету». «Молде» и «Викинг» одержали победу в своих матчах. Таким образом, «Молде» закончил сезон на второй строчке турнирной таблицы, уступив одно очко чемпиону.

### Взлеты и падения (1978–1993)
В период с 1978 по 1984 «Молде» каждый год то опускался в первый дивизион, то возвращался в высшую лигу, не задерживаясь ни в одном из них дольше одного сезона. Несмотря на вылет из высшей лиги в 1982 году, клуб впервые сыграл в финале Кубка Норвегии, где уступил «Бранну» со счетом 3:2. В 1987 году «Молде» снова оказался в шаге от чемпионского титула, однако в последней игре с клубом «Мосс» проиграл со счетом 2:0 и получил вторую серебряную медаль. В финале кубка 1989 года «Молде» во второй раз упустил возможность одержать победу. В первой игре с «Викингом» был зафиксирован ничейный счет 2:2. Второй матч был выигран «Викингом» 2:1.
Когда «Молде» покинул высшую лигу в 1993 году, клуб столкнулся с экономическими трудностями из-за ряда начатых проектов, таких как расширение главной трибуны на домашнем стадионе. Бизнесмены Бьорн Руне Гьельстен и Кьелл Инге Рокке начали инвестировать в клуб, вложив около 500 млн. крон в погашение старых долгов, приобретение новых игроков и строительство стадиона.

### Серебряное поколение (1994–2000)
В 1994 году, под руководством Оге Харейде, «Молде» занял второе место в первом дивизионе и вернулся в Типпелигаен. В этом же году, в полуфинале Кубка Норвегии, клуб одержал победу над «Русенборгом» и вышел в свой третий финал. 23 октября «Молде» обыграл «Люн» на стадионе Уллевол в Осло со счетом 3:2 и завоевал свой первый трофей.
В сезоне 1995 года «Молде» стал известен, благодаря своим игрокам: Уле Гуннар Сульшеру, Арильду Ставруму и Оле Бьер Сунготу. В первой игре чемпионата «Молде» обыграл «Бранн
» со счетом 6:0, где Ставрум и Сунгот отметились забитыми голами, а Сульшер сделал «дубль». Одержав шесть побед подряд, клуб оставался на вершине турнирной таблицы на протяжении всего сезона, но в итоге финишировал вторым, отстав от «Русенборга» на 15 очков. Уле Гуннар Сульшер забил 31 гол в 42 матчах и был продан английскому «Манчестер Юнайтед» в июле 1996 года, когда «Молде» завершил сезон на 8 строчке таблицы. В 1997 году клуб занял четвертое место, а на пост главного тренера пришел Эрик Бракстад.
В 1998 году «Молде» сыграл 21 матч без поражений, что стало рекордом Норвегии до 2011 года, когда «Русенборг» увеличил серию до 26 игр. В 22 туре клуб проиграл «Волеренге» и позволил «Русенборгу» обойти себя в турнирной таблице. 26 сентября 1998 года «Русенборг» обыграл «Молде» со счетом 2:1 и одержал победу в чемпионате.
«Молде» провел успешный сезон 1999 года, заняв второе место в чемпионате и дойдя до полуфинала Кубка Норвегии, где проиграл «Бранну». Также клуб принимал участие в Лиге чемпионов УЕФА. Во втором отборочном раунде норвежский клуб столкнулся с «ЦСКА». В первом матче в Москве «Молде» проиграл со счетом 2:0. В ответной игре 19-летний Магне Хосет забил два мяча в ворота российского клуба и помог норвежцам одержать победу 4:0 и пройти в следующий раунд турнира. Во втором раунде «Молде» прошел испанскую «Мальорку» с общим счетом 1:1 по результатам двух матчей, благодаря правилу гостевого гола. «Молде» стал командой из самого маленького города, вышедшей в групповой этап европейского турнира. Норвежский клуб был в одной группе с испанским «Реалом», португальским «Порту» и греческим «Олимпиакосом». «Молде» финишировал на последнем месте в группе, одержав одну победу над «Олимпиакосом».

### Титул и вылет (2001–2006)
6 ноября 2000 года главным тренером «Молде» был назначен Гундер Бенгтссон. После первого сезона он и его помощник Калле Бьёрклунд подписали с клубом контракт на три сезона. В 2002 году Бенгтссон привел «Молде» к шестой серебряной медали чемпионата. В первых шести матчах сезона 2003 года клуб набрал пять очков, а главный тренер был уволен и заменен Оддом Бергом. Несмотря на смену тренерского штаба, «Молде» весь сезон боролся в зоне вылета. Выездная победа над «Согндалом» помогла клубу избежать плей-офф на выбывание. В 2004 году команду возглавлял Рейдар Вогнес, бывший помощник Эрика Бракстада. Под его руководством «Молде» занял 11 место в лиге.
В 2005 году главным тренером клуба стал Бу Юханссон. 15 июня «Молде» обыграл «Нюбергсунн» со счетом 3:2 и прошел в третий раунд Кубка Норвегии, где проиграл третий раз подряд. Клуб финишировал на 12 позиции в чемпионате и был вынужден играть матчи плей-офф. Обыграв «Мосс» по сумме двух матчей, «Молде» сохранил место в высшей лиге. 6 ноября 2005 года клуб во второй раз стал обладателем кубка после победы над «Лиллестремом» со счетом 4:2. Бу Юханссон покинул клуб после первого сезона. В канун Рождества пост главного тренера занял Арильд Ставрум.
После победы в Кубке Норвегии «Молде» принял участие в Кубке УЕФА 2006/07. В первом квалификационном раунде норвежцы проиграли шотландскому клубу «Рейнджерс» 2:0 по сумме двух матчей. В конце 2006 года «Молде» покинул первую лигу, проиграв «Стабеку» со счетом 8:0. Ставрум был уволен с поста главного тренера.

### Новая эра (2007–н.в.)
В декабре 2006 года новым тренером команды был назначен Кьелл Джоневрет. Также рассматривалась кандидатура Уве Кристенсена. Под его руководством в 2007 году «Молде» одержал победу в Первом дивизионе и вернулся в высшую лигу. В сезоне 2008 года клуб завершил турнир на 9 строчке таблицы. В 2009 годе «Молде» снова завоевал серебряные медали чемпионата, уступив «Русенборгу». Также «бело-голубые» одержали победу над «Русенборгом» в четвертьфинале Кубка Норвегии, забив пять безответных мячей. В финале «Молде» уступил «Олесунну» в серии послематчевых пенальти. Набрав 10 очков в 22 играх сезона 2010, Джоневрет был отстранен от должности, а его место занял Уве Рёслер. С новым наставником «Молде» набрал 20 очков за последние игры чемпионата и избежал вылета. Байе Джиби Фалль, арендованный у российского «Локомотива», стал первым игроком «Молде» после Яна Фуглсета в 1976 году, которому удалось стать лучшим бомбардиром лиги с 16 забитыми мячами.
Накануне столетнего юбилея клуба в 2011 году бывший игрок «Молде» и «Манчестер Юнайтед» Уле Гуннар Сульшер пришел на пост главного тренера. В первом матче сезона клуб проиграл «Сарпсборгу», который только что поднялся из первого дивизиона. 19 июня 2011 «Молде» отпраздновал свой юбилей победой над «Согндалом» со счетом 2:0, после чего занял лидирующую позицию в турнирной таблице. По итогам 2011 года «Молде» впервые стал чемпионом высшей лиги, после поражения «Русенборга» в последних матчах чемпионата. В 2012 году «Молде» успешно защитил свой титул, зафиксировав чемпионство победой над «Хёнефоссом». В сезоне 2013 клуб занял шестую позицию в чемпионате, но в третий раз стал обладателем Кубка Норвегии, обыграв в финале «Русенборг» со счетом 4:2. В начале января 2014 года Уле Гуннар Сульшер покинул команду и перешел в «Кардифф Сити».
Новый тренер Тор Оле Скуллеруд привел «Мольде» к первому «дублю», одержав победу в чемпионате и кубке страны в 2014 году. В августе 2015 года Уле Гуннар Сульшер был возвращен в клуб. За период его второго пребывания в команде «Молде» дважды занимал второе место в таблице чемпионата в 2017 и 2018 годах. 19 декабря 2018 года Сульшер снова покинул «Молде», чтобы присоединиться к «Манчестер Юнайтед» в качестве временного тренера. Однако в марте 2019 года он подписал постоянный контракт с клубом, а должность тренера «Молде» занял Эрлинг Моэ. В этом же году новый тренер привел клуб к четвертому чемпионскому титулу. В 2022 году клуб обыграл «Будё-Глимт» в финале кубка со счетом 1:0, а также в пятый раз стал чемпионом Норвегии, заняв первое место с отставанием в 18 очков.

## Достижения
- Чемпионат Норвегии:
  - Чемпион (5): 2011, 2012, 2014, 2019,  2022.
  - Серебряный призёр (11): 1974, 1987, 1995, 1998, 1999, 2002, 2009, 2017, 2018, 2020, 2021.
  - Бронзовый призёр (3): 1977, 1988, 1990.
- Кубок Норвегии:
  - Обладатель (6): 1994, 2005, 2013, 2014, 2021/22, 2023
  - Финалист (3): 1982, 1989, 2009.

## Состав
| №  |          | Поз. | Имя                     | Год рождения |
| -- | -------- | ---- | ----------------------- | ------------ |
| 1  | Норвегия | Вр   | Якоб Карлстрём          | 1997         |
| 2  | Норвегия | Защ  | Мартин Бьёрнбак         | 1992         |
| 3  | Норвегия | Защ  | Каспер Эйванн           | 1999         |
| 4  | Дания    | Защ  | Вальдемар Лунд          | 2003         |
| 5  | Норвегия | ПЗ   | Эйрик Хестад            | 1995         |
| 6  | Норвегия | ПЗ   | Алванне Роалдсёй        | 2004         |
| 7  | Норвегия | ПЗ   | Магнус Эйкрем (капитан) | 1990         |
| 8  | Норвегия | НП   | Фредрик Гулбрандсен     | 1992         |
| 9  | Норвегия | НП   | Ветон Бериша            | 1994         |
| 11 | Нигерия  | НП   | Аарон Оланаре           | 1994         |
| 12 | Норвегия | Вр   | Оливер Петерсон         | 2001         |
| 15 | Норвегия | ПЗ   | Маркус Андре Коса       | 1997         |
| 16 | Норвегия | ПЗ   | Эмиль Брейвик           | 2000         |
| 17 | Норвегия | ПЗ   | Матс Мёллер Дели        | 1995         |

| №  |            | Поз. | Имя                   | Год рождения |
| -- | ---------- | ---- | --------------------- | ------------ |
| 18 | Норвегия   | ПЗ   | Халлдор Стеневик      | 2000         |
| 19 | Норвегия   | Защ  | Эйрик Хёуган          | 1997         |
| 20 | Норвегия   | ПЗ   | Кристиан Эриксен      | 1995         |
| 21 | Норвегия   | ПЗ   | Мартин Линнес         | 1991         |
| 22 | Польша     | Вр   | Альберт Посьядала     | 2003         |
| 23 | Норвегия   | ПЗ   | Сондре Гранос         | 2006         |
| 24 | Норвегия   | ПЗ   | Йохан Бакке           | 2004         |
| 25 | Дания      | Защ  | Андерс Хагельскьер    | 1997         |
| 26 | Норвегия   | Защ  | Исак Амундсен         | 1999         |
| 28 | Норвегия   | Защ  | Кристоффер Хауген     | 1994         |
| 27 | Флаг Дании | Защ  | Вальдемар Лунд        | 2003         |
| 29 | Норвегия   | НП   | Густав Нюхейм         | 2006         |
| 31 | Норвегия   | Защ  | Матиас Фьёртофт Лёвик | 2003         |
| 37 | Норвегия   | НП   | Леон Юберг-Ховланд    | 2004         |

## Статистика выступлений
| Сезон | Лига       | Место | И  | В  | Н  | П  | ГЗ | ГП | Очки | Кубок        | Еврокубки                                                                |
| ----- | ---------- | ----- | -- | -- | -- | -- | -- | -- | ---- | ------------ | ------------------------------------------------------------------------ |
| 2007  | Адекколига | ↑ 1   | 30 | 22 | 3  | 5  | 62 | 28 | 69   | Первый раунд |                                                                          |
| 2008  | Типпелига  | 9     | 26 | 8  | 6  | 12 | 39 | 43 | 31   | Полуфинал    |                                                                          |
| 2009  | Типпелига  | 2     | 30 | 17 | 5  | 8  | 62 | 35 | 56   | Финал        |                                                                          |
| 2010  | Типпелига  | 11    | 30 | 10 | 10 | 10 | 42 | 45 | 40   | Третий раунд | Лига Европы УЕФА — 3-й квал. раунд                                       |
| 2011  | Типпелига  | 1     | 30 | 17 | 7  | 6  | 54 | 38 | 58   | 1/4 финала   |                                                                          |
| 2012  | Типпелига  | 1     | 30 | 19 | 5  | 6  | 51 | 31 | 62   | Полуфинал    | Лига чемпионов УЕФА — 3-й квал. раунд Лига Европы УЕФА — Групповой этап  |
| 2013  | Типпелига  | 6     | 30 | 12 | 8  | 10 | 47 | 38 | 44   | Победитель   | Лига чемпионов УЕФА — 3-й квал. раунд Лига Европы УЕФА — Раунд плей-офф  |
| 2014  | Типпелига  | 1     | 30 | 22 | 5  | 3  | 62 | 24 | 71   | Победитель   | Лига Европы УЕФА — 3-й квал. раунд                                       |
| 2015  | Типпелига  | 6     | 30 | 15 | 7  | 8  | 62 | 31 | 52   | 1/4 финала   | Лига чемпионов УЕФА — 3-й квал. раунд Лига Европы УЕФА — 1/16 финала     |
| 2016  | Типпелига  | 5     | 30 | 13 | 6  | 11 | 48 | 42 | 45   | Третий раунд |                                                                          |
| 2017  | Элитсерия  | 2     | 30 | 16 | 6  | 8  | 50 | 35 | 54   | Полуфинал    |                                                                          |
| 2018  | Элитсерия  | 2     | 30 | 18 | 5  | 7  | 63 | 36 | 59   | Второй раунд | Лига Европы УЕФА — раунд плей-офф квал.                                  |
| 2019  | Элитсерия  | 1     | 30 | 21 | 5  | 4  | 72 | 31 | 68   | Третий раунд | Лига Европы УЕФА — раунд плей-офф квал.                                  |
| 2020  | Элитсерия  | 2     | 30 | 20 | 2  | 8  | 77 | 36 | 62   | отменён      | Лига чемпионов УЕФА — раунд плей-офф квал. Лига Европы УЕФА — 1/8 финала |
| 2021  | Элитсерия  | 2     | 30 | 15 | 5  | 6  | 60 | 35 | 50   | Победитель   | Лига конференций УЕФА — 3-й квал. раунд                                  |
| 2022  | Элитсерия  | 1     | 30 | 25 | 3  | 2  | 71 | 25 | 78   | Победитель   | Лига конференций УЕФА — групповой этап                                   |